# Eugen Richter

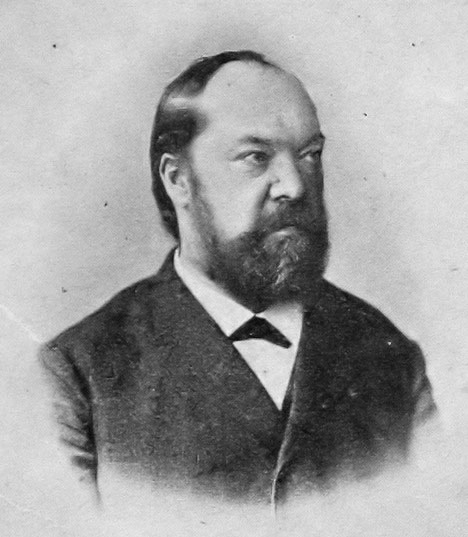
Eugen Richter, „Photoatelier Jul. Braatz Inh. G. Michaelis“, Berlin nach 1897

Eugen Richter (* 30. Juli 1838 in Düsseldorf; † 10. März 1906 in Groß-Lichterfelde, einem Vorort von Berlin) war ein deutscher Politiker (Deutsche Fortschrittspartei, Deutsche Freisinnige Partei, Freisinnige Volkspartei) und Publizist in der Zeit des Deutschen Kaiserreichs. Er wird als einer der besten Rhetoriker des Preußischen Abgeordnetenhauses und des Deutschen Reichstages angesehen. Richter war seinerzeit einer der ersten Berufspolitiker und konsequenter Vertreter des Manchesterliberalismus in Deutschland.

## Leben

### Kindheit und Schulzeit
Eugen Richter wurde geboren als einer von zwei Söhnen des Ehepaars Adolph Leopold Richter (1798–1876) und Bertha Richter, geb. Maurenbrecher. Sein Vater war wie schon der Großvater Militärarzt, bis 1848 als preußischer Regimentsarzt in Düsseldorf und danach als Generalarzt in Koblenz. Seine Mutter stammte aus einer in Düsseldorf alteingesessenen Familie von Postmeistern. Zu seiner Verwandtschaft gehörten Adolf Richter, Präsident der Deutschen Friedensgesellschaft, und sein Cousin, der Historiker Wilhelm Maurenbrecher, im Gegensatz zu Richter entschiedener Anhänger Bismarcks. In Düsseldorf besuchte er bis zur Quinta die Krumbach’sche Privatschule und wechselte dann mit dem Umzug der Familie auf das örtliche Gymnasium in Koblenz, wo seine späteren Parlamentskollegen der Zentrumspartei Karl von Huene und Hermann Mosler zu den Mitschülern zählten. Als ihm 1855 die Aufgabe übertragen wurde, eine Rede zum Geburtstag des preußischen Königs Friedrich Wilhelm IV. zu halten, versuchte er „etwas von Verfassungsrechten und angestammten Freiheiten unter Bezugnahme auf die Schweizer und Niederländer hineinzubringen“.

### Studium und Berufstätigkeit
Zum Wintersemester 1856 nahm Eugen Richter das Studium der Rechts- und Kameralwissenschaften an der Universität Bonn auf. Bereits zum Sommersemester 1857 wechselte er an die Universität Heidelberg, wo er für drei Semester blieb und insbesondere Vorlesungen bei Karl Heinrich Rau hörte sowie dessen Kollegien und Seminarübungen besuchte. „Dort gehörte er bald zu einem kleinen Kreise badischer Kameralisten, die in Raus Studierstube zusammenkamen und volkswirtschaftliche Fragen gründlich erörterten.“ Er schrieb Artikel, so etwa über die Geldkrise von 1857 und die Suspension der Wuchergesetze, die er Zeitungen zur Veröffentlichung anbot. Im Wintersemester 1858–1859 studierte er Jura an der Friedrich-Wilhelms-Universität zu Berlin, bei Gneist. Im Sommersemester schloss er das Studium an der Rheinischen Friedrich-Wilhelms-Universität Bonn ab.
Nachhaltigen Einfluss übten Robert von Mohls Theorie des Rechtsstaats und die nationalökonomischen Ansichten Karl Heinrich Raus auf ihn aus.
An den Kongressen deutscher Volkswirte nahm Richter von 1858 bis 1865 teil. Hier lernte er Hermann Schulze-Delitzsch, Karl Braun, Lette, Hermann Becker (genannt der ‚rote Becker‘), Prince-Smith, Faucher, Engel, Max Wirth und andere kennen. Durch Hermann Schulze-Delitzsch wurde er Anhänger von dessen Genossenschaftsidee. So verfasste er in dessen Auftrag eine Broschüre. 1863 nahm er als Delegierter am ersten Vereinstag Deutscher Arbeitervereine teil und sah hier erstmals seinen späteren politischen Gegner August Bebel.
Während seiner Ausbildung im preußischen Justizdienst verfasste er 1862 in Düsseldorf eine Broschüre über Die Freiheit des Schankgewerbes, die sich für eine Reform der preußischen Gewerbepolizei aussprach. Diese Veröffentlichung erregte ebenso wie eine in der ‚Niederrheinische(n) Volks-Zeitung‘ 1862 veröffentlichtes Feuilleton Eine Magdeburger Spukgeschichte aus dem Jahre 1862 die Aufmerksamkeit seiner Vorgesetzten und führten zu Disziplinarmaßnahmen. Als die Behörden seine Wahl zum Bürgermeister von Neuwied ablehnten und er 1864 ohne Bezüge nach Bromberg versetzt werden sollte, schied er freiwillig aus dem Staatsdienst aus. Im Dezember 1864 hatte er sein Examen als Regierungsassessor abgelegt.
Auf Drängen seiner Eltern widmete er sich zuerst nicht dem Journalismus, sondern nahm 1865 eine Stelle als Hilfsarbeiter bei der „Magdeburger Feuerversicherung“ an, wo er sich um die Pressearbeit kümmerte und in Magdeburg den ‚Neuen Magdeburger Konsumverein‘ bzw. dem Konsumverein Magdeburg-Neustadt unterstützte. Im Juli 1865 wurde eine Versammlung der Kölner Fortschritts Partei durch den Innenminister Graf Friedrich zu Eulenburg aufgelöst, daraufhin beteiligte sich auch Richter an einer Protestversammlung des Magdeburger Bürgervereins. Richter schrieb u. a. für die Blätter für Genossenschaftswesen. Anfang 1866 ging er wieder nach Berlin, wo er allein von seiner Tätigkeit als Journalist lebte. Zum gleichen Zeitpunkt wurde Richter in das „Centralkomitee für die Berliner Reichstagswahlen gewählt.“ Es kann angenommen werden, dass er spätestens jetzt Mitglied der Deutschen Fortschrittspartei war.

## Richters politische Anschauungen
Eugen Richter vertrat während seiner gesamten politischen Tätigkeit die Positionen des Manchestertums, unabhängig von der sozialen oder politischen Entwicklung, und ordnete jede finanz- oder sozialpolitische Frage dieser Maxime unter. „In der Freiheit findet die Selbstsucht eine Schranke in der Selbstsucht des Andern. Derjenige, der möglichst vorteilhaft verkaufen will, findet ein Hindernis in den Bestrebungen derjenigen, die möglichst vorteilhaft kaufen wollen. Wird dem einen mit dem andern Teil die Freiheit gelassen, so müssen beide ihre Selbstsucht dem gemeinsamen Interesse unterordnen“. Richter meinte, dass der „kleine Arbeiter“ ein „kleiner Unternehmer“ zu werden versucht, „aus dem kleinen ein größerer Unternehmer“ und nach dem Kauf eines Hauses etc. schreckt er „dann selbst nicht vor der Aussicht zurück, es am Ende bis zum Kapitalisten zu bringen. (…) Auch Borsig, der Millionär, war ursprünglich ein so kleiner Mann.“
Richter trat für die konstitutionelle Monarchie und die Rechte des Parlaments in Budgetfragen sowie für die Ministerverantwortlichkeit ein. Sein Spezialgebiet waren die Etatberatungen, in denen er den Ministern Jahr für Jahr ihre Fehler vorrechnete. Er überprüfte akribisch jeden einzelnen Haushaltstitel, und die Entdeckung getarnter Etatposten wie des „ausgestopften Hauptmanns“ (1870) in Preußen machten ihn bekannt. Er sprach vom „Pfennig des Steuerzahlers“, und Franz Mehring nannte ihn einen „Rechenknecht“. Sein Hauptbetätigungsfeld war die Haushaltsdebatte und insbesondere die Steuerpolitik. Er ließ seine Fraktion als einzige gegen Johannes von Miquels Steuerreformen stimmen, die dem Staat zu hohe Einnahmen garantierten. Aus grundsätzlichen Gründen bekämpfte er die Schutzzollpolitik Bismarcks. Die beginnende Erwerbung von Kolonien für das Deutsche Reich lehnte er nicht grundsätzlich ab, sondern ließ sich vom ökonomischen Nutzen leiten. So kritisierte er den Erwerb des „Sandlochs Angra-Pequena“ (Südwestafrika), aber auch hier standen wirtschaftliche Argumente und Vorteile für das Deutsche Reich mehr im Vordergrund als grundsätzliche politische Erwägungen. Die bismarckschen Sozialgesetze lehnte er fast alle ab. Er stand „allen staatlichen Machtfragen wie dem sozialen Problem verständnislos gegenüber und wirkte jeder Ausdehnung staatlicher Befugnisse entgegen.“
Sein Hauptgegner war der Kanzler Otto von Bismarck. Die Indemnitätsvorlage von 1866, die Bismarck Straffreiheit gewährte, hat die 1861 gegründete Fortschrittspartei „in den Schatten der mächtigeren Nationalliberalen gestellt“. Schon vor Bismarcks Wendung zu einer konservativen Wirtschafts- und Sozialpolitik „machte (er) so ein Zusammengehen mit den Nationalliberalen unmöglich“. Richters ständiger Widerspruch reizte den Kanzler einmal bis zu der Drohung, den Raum zu verlassen, sobald Richter das Wort ergreife, „weil der oppositionelle Duft, welcher die ganze Person umgibt, meine Nerven affiziert“. Richter verkannte Bismarcks Ziel, sowohl die Sozialdemokratie als auch die Liberalen zu schwächen. Die Fortschrittspartei verlor in der Reichstagswahl 1878 neun Mandate.
Neben Bismarck bekämpfte er, als zweiten Hauptgegner, die sich entwickelnde sozialistische Arbeiterbewegung und die junge Sozialdemokratische Partei. Bereits in seiner Schrift Die Fortschrittspartei und Sozialdemokratie machte er deutlich, was das Ziel seiner Partei war: „Lassen Sie uns den Kampf der Fortschrittspartei mit den anderen politischen Parteien nach rechts hin immer als Nebensache betrachten und verweisen wir unsere Freunde, wie andere politische Parteien, darauf, daß es unsere Hauptaufgabe ist, den uns allen gemeinsamen Gegner, die Sozialdemokratie, zu besiegen“. In einem Flugblatt der Fortschrittspartei heißt es: „Das persönliche Eigentum will man (gemeint sind die Sozialdemokraten) aufheben.“
Er lehnte Ausnahmegesetze durchgehend ab. So lehnte er auch den Kulturkampf gegen die katholische Kirche, die von den Antisemiten geforderten Sondergesetze gegen die Juden, die Jesuitengesetze oder die Polengesetze ab. Auch das sog. Ausnahmegesetz (Sozialistengesetz) lehnte er ab. Gleichzeitig aber bekämpfte er die Sozialdemokraten, indem er 1878 zur Wahl des freikonservativen Robert Lucius aufrief. oder im Reichstag der Polizei „ungeschickte Handhabung des bestehenden Gesetzes vor(warf)“. Eine Biografin spricht von „Scheinopposition“.
Gegen den Antisemitismus Stöckers und dessen Christlich-sozialer Partei nahm er konsequent Stellung und verurteilte alle Versuche, den jüdischen Mitbürgern ihre Rechte zu nehmen. Wegen seiner Verteidigung der jüdischen Mitbürger gegen die Angriffe der antisemitischen Bewegung wurde Richter von Ernst Henrici als „Judenknecht“ bezeichnet. Auch antisemitische Artikel im Vorwärts wurden von Richter bis kurz vor seinem Tod noch in der Freisinnigen Zeitung heftig kritisiert.
Für die Aufnahme von Grundrechten konnte er sich nicht immer entscheiden, und seine Partei lehnte sie 1870 als „unzeitgemäß“ ab. In der ihm mitgetragenen Zeitschrift Der Volksfreund wurde die Annexion Elsaß-Lothringen gefordert.
Nach dem Urteil der Zeitgenossen und aller Historiker gehört Eugen Richter zu den markantesten Parlamentariern der wilhelminischen Epoche. Neben Bismarck, Bebel und Ludwig Windthorst war er einer der besten Rhetoriker im Reichstag. Richter sprach immer von seinem Platz aus und ging nie an das Rednerpult. Er war der wichtigste Widerpart des Kanzlers Bismarck in Parlament.
Richters Worte: „Wozu noch diskutieren, stimmen wir ab.“ (1887) und „Die Mehrheit des Reichstages ist ein Angstprodukt der Wähler“ (9. März 1887) verzeichnet sogar der Büchmann.

## Journalist und Publizist

### Journalist

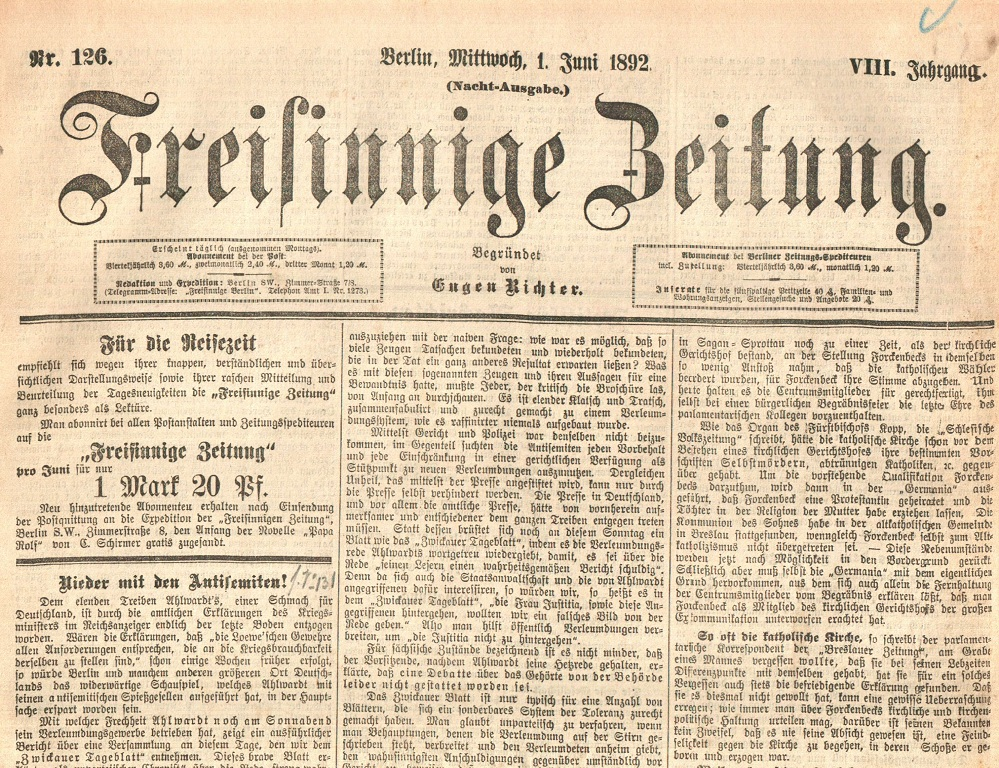
Titelblatt der Freisinnigen Zeitung vom 1. Juni 1892 mit einem Teil des Leitartikels Nieder mit den Antisemiten!

Erste Schritte als Journalist machte Richter bereits während seiner Studienzeit. 1858 konnte er einige Artikel bei der Illustrirten Zeitung platzieren. Seine Beiträge wurden mit „fünf Pfennige(n) die Druckzeile“ honoriert.
Richter veröffentlichte Beiträge in der von Ludolf Parisius herausgegebenen Wochenzeitschrift: Der Volksfreund. Eine Wochenschrift für Stadt und Land (1867–1872). Parisius war der Herausgeber und auf dem Titel wurden Wilhelm Löwe (Calbe), Richter, Max Hirsch und Moritz Wiggers genannt. Als Nachfolgeorgan wurde der Reichsfreund. Neues Wochenblatt für Stadt und Land ins Leben gerufen. Herausgeber waren Hugo Hermes, Richter und Ludolf Parisius. Der Titel bezog sich ironisierend auf den insbesondere von Otto von Bismarck häufig erhobenen Vorwurf, die Fortschrittlichen seien „Reichsfeinde“.
Im Jahr 1885 begründete er die Freisinnige Zeitung, für die er als alleiniger Herausgeber fungierte und fast alle Artikel selbst verfasste. Die Gründung des „Verlages ‚Fortschritt‘ Aktiengesellschaft“ war seine Idee. Aktionär konnten nur Parteimitglieder werden, um sicherzustellen, dass kein Einfluss Fremder auf die Richtung der Zeitung genommen werden konnte. Der Nennwert der Aktien betrug je 200 Mark. Richter nutzte die Zeitung, um seine „autokratische Führung“ zu festigen, und erzeugte so Spannungen in der Partei, die schließlich zur Spaltung 1893 beitrug.
Anders als Richter sah Bebel seine Haltung gegenüber der Freisinnigen Zeitung nicht so verkrampft wie Richter selbst.
Seitens der Reichsregierung wurden verschiedentlich die Angaben auf den Flugblättern aus dem Verlag „Fortschritt“ amtlich in der Lokalpresse korrigiert.
Der bekannte Berliner Journalist Isidor Kastan schreibt, dass der Freisinnigen Zeitung „die satirische Anmut völlig abging“ und dass Richter den jungen Paul Schlenther wegen einer Kleinigkeit fristlos mit einer „offenen Postkarte“ kündigte.
Insgesamt machte die Freisinnige Zeitung Verluste, die durch eine Dotation zu Richters 50. Geburtstag 1888 mit 100.000 Mark, eine ähnliche Spende zu seinem 60. Geburtstag 1898 und nicht zuletzt durch die Erbschaft seines Bruders Paul Richter ausgeglichen werden konnten. Bis 1904 waren insgesamt ca. 1 Million Mark Schulden getilgt.

### Publizist
Richter verfasste zahlreiche Broschüren, meist Reden aus dem Reichstag oder von Versammlungen seiner Partei. Die stenografischen Berichte hatten den Vorteil, dass sie nicht unter die Zensur fallen konnten, weil sie „nach dem amtlichen Protokoll“ veröffentlicht wurden. Eugen Richter als linksliberaler Politiker trat für die Pressefreiheit ein, die es aber im Deutschen Reich nicht wirklich gab. Schwerpunkte der Themen waren die aktuellen Debatten im Reichstag und im preußischen Abgeordnetenhaus. Die Broschüren sind fast alle nach demselben Schema aufgebaut, und ihre Titel begannen häufig mit dem Wort „Gegen“.

#### Genossenschaften–Schulze-Delitzsch–Lassalle
Zu den ersten politischen Erfahrungen Eugen Richters gehörte seine Mitarbeit an den von Schulze-Delitzsch inspirierten Konsumgenossenschaften. Dieser speziellen Idee hielt er lebenslang die Treue. In seiner Schrift: Die Consumvereine, ein Noth- und Hilfsbuch, für deren Gründung und Einrichtung betonte er den „Gegensatz zu Lassalle.“ Die Gründung von Konsumvereinen in Deutschland „ging[en] nicht wie in England von einfachen Arbeitern aus, sondern von Männern, welche den gebildeteren Classen angehörig“ sind, und „viele Consumvereine verdanken ja gerade der Anregung der Fabrikanten ihr Entstehen.“ Richter schlug nun vor, „§ 1“ seiner Musterstatuten, den „erzielten Gewinn jedem einzelnen Mitgliede (als) Kapital“ ansammeln zu lassen. Es ging Richter nicht so sehr um die Emanzipation des Arbeiterstandes bzw. der Arbeiterklasse, sondern um den „Grundsatz der Selbsthülfe und der wirtschaftlichen Leistung und Gegenleistung“.
Da Lassalle Produktivgenossenschaften mit „Staatshülfe“ forderte, befand er sich schon im Gegensatz zur Fortschrittspartei. Viel gravierender aber war, dass Lassalle eine selbstständige Arbeiterbewegung proklamierte, die auch in Konkurrenz um die Wählerstimmen mit den Liberalen treten sollte. Dass Lassalle auch versuchte, mit Bismarck Absprachen zu treffen, nahm Richter zum Anlass, seine 1865 erschienene Broschüre Die Geschichte der Sozialdemokratischen Partei in Deutschland seit dem Tode Ferdinand Lassalles zu veröffentlichen. Darin wertete er fast nur Zeitungsberichte der verschiedenen sozialdemokratischen Splittergruppen des ADAV aus. Seine wichtigste Schlussfolgerung aus diesem Buch war, dass die Sozialdemokratie und somit die gesamte organisierte Arbeiterbewegung ihre Entstehung und Existenz allein Bismarck verdankt.
Richters Kredo lautete: „Die Fortschrittspartei unter der Führung von Schulze-Delitzsch“ ist „stets bestrebt gewesen, dem Aberglauben von der Macht des Staates entgegenzuwirken, den Einzelnen auf sich selbst und die eigene Kraft zu verweisen und die Verantwortlichkeit des Staates für das Wohl des Einzelnen zurückzuweisen“. Wirtschaftspolitisch ging er davon aus, dass die „absolute Produktivität des Großbetriebes aber (…) ein großer Irrtum“ sei.

#### Sozialdemokratische Zukunftsbilder

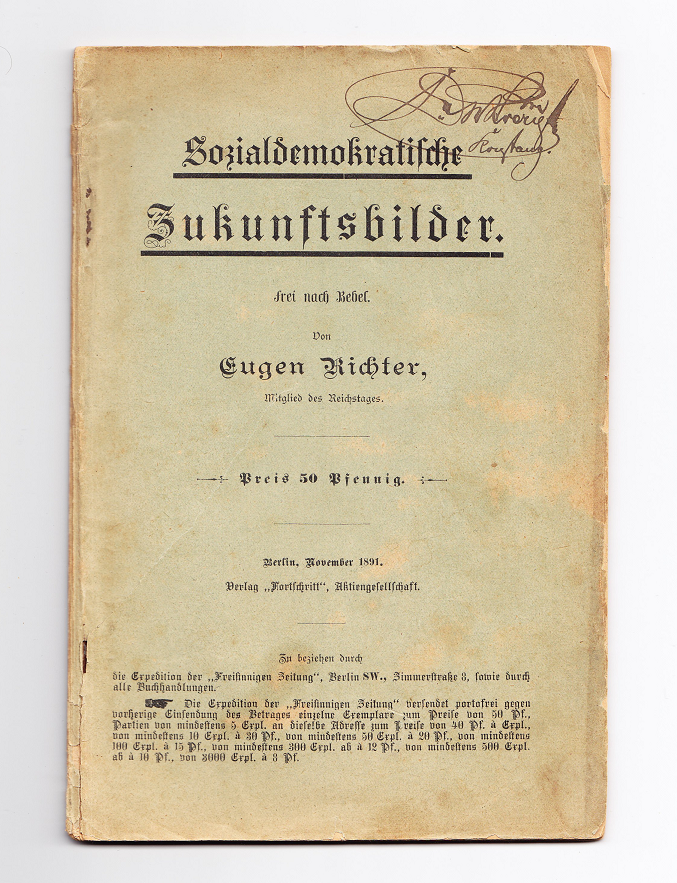
Titelseite der Sozialdemokratischen Zukunftsbilder. Frei nach Bebel (November 1891)

Sein von der Auflagenhöhe her größter Bucherfolg war das 1890 erschienene Buch: Sozialdemokratische Zukunftsbilder. Frei nach Bebel. Anregung zu diesem Titel gaben ihm einerseits August Bebels Die Frau und der Sozialismus und andererseits Edward Bellamys Roman Looking Backward 2000–1887. Bellamy war kein Sozialist, wie ab und zu gemeint wird, sondern ein Science-Fiction Autor. Der Erfolg seines Romans ist vermutlich der praktischen Behandlung der ökonomischen Probleme Amerikas des ausgehenden 19. Jahrhunderts zuzuschreiben. Jedenfalls wurde Richters Buch „in einer Massenauflage gedruckt und von den Arbeitgebern an ihre Belegschaften verschenkt“. Das Buch erreichte eine Auflage von ‚254.000‘ Exemplaren und wurde in ‚neun‘ Sprachen übersetzt. Im Reichstag begründete er die Herausgabe des Buches: „Erst die Aufhebung des Sozialistengesetzes hat eine solche Kritik wieder ermöglicht, denn man kann dasjenige mit Erfolg kritisieren, dessen Wiedergabe oder Verteidigung verboten ist.“
Eugen Richter beschrieb in diesem Buch ein dystopisches Szenario, das nach einer sozialdemokratischen Revolution entstehen sollte: eine ‚Erziehungsdiktatur‘, allgegenwärtige staatliche Kontrollen und sogar die Verstaatlichung der individuellen ‚Aussteuer‘. „Alle Staatspapiere (…) und Banknoten sind für null und nichtig erklärt worden“, Möbel werden konfisziert. Ralph Raico, ein liberaler Historiker, urteilt über Richters Zukunftsbilder wie folgt: „Es ist zuzugeben, dass Richters Ausführungen kein zuvor unvermutetes dichterisches Talent ans Tageslicht bringen. Die Darstellung basiert zu viel auf Emotionen über Familienschwierigkeiten, die vom neuen sozialistischen System ausgehen sollen. Die Vorstellung einer beinahe vollkommenen wirtschaftlichen Gleichheit, die eigentlich kein wesentlicher Bestandteil des Sozialismus ist, wird zu stark betont. Richter vermochte jedoch mit bemerkenswerter Klarheit viele Eigenschaften einer marxistisch geprägten Staatsform vorauszusehen. […] Richter sah auch voraus, dass der Versuch des Sozialismus, das gesamte Wirtschaftsleben auf zentraler Planung aufzubauen, allem Gerede über „Genossenschaften“ usw. zum Trotz eine zentralisierte Lenkung durch den Staat erforderlich machen würde. So malte Richter in seinen kleinen Sozialdemokratischen Zukunftsbildern bereits ein getreues Bild dessen, was ganze Volker erst in qualvoller Erfahrung lernen mußten, daß nämlich das sozialistische Projekt die Zerstörung der Zivilgesellschaft zur Folge haben würde.“
Die Rezeption der von Richters Kritik betroffenen Sozialdemokraten fiel zu dieser Zeit naturgemäß noch kritisch aus. Das sozialdemokratische Witzblatt Der Wahre Jacob fasste Richters Stichworte zusammen: „‚Irrlehren‘ — ‚Weltverbesserer‘ — ‚Aufhebung der persönlichen Freiheit‘ — ‚Zwangs- und Polizeistaat‘ — ‚Phantasterei‘ — ‚Hirngespinste‘ — ‚allgemeine Verwirrung‘ — ‚Aufwiegler‘ — ‚Unzufriedenheit‘ — ‚Klassenhaß‘ — ‚Pöbel‘ — ‚besitzende Klassen‘ — ‚keine Auskunft‘ — ‚Zukunftsstaat‘.“ Die Sozialdemokraten reagierten heftig mit verschiedenen Broschüren. Aber Richters Buch hatte keinen wirklichen Einfluss auf die sozialdemokratischen Wähler, so dass sich Mehring schon 1892 beklagte, dass seine eigene sozialdemokratische Parteipresse von seiner Schrift „keine Notiz“ nahm.

#### Politisches ABC-Buch

Eugen Richter: Politisches ABC-Buch. 8. Auflage. 1896

In einem Kompendium stellte er in nach dem Alphabet angeordneten Artikeln die Positionen von ihm und seiner politischen Richtung dar. Besonderen Wert legte er dabei auf Argumentationshilfen gegenüber anderen Parteien, insbesondere aber zur sozialdemokratischen Partei. Erstmals erschien es 1881 unter dem Titel ABC-Buch für freisinnige Wähler, 1884 und 1885 als Neues ABC-Buch für freisinnige Wähler, 1889 und 1890 wieder als ABC-Buch für freisinnige Wähler und ab 1892, nicht mehr anonym, als Politisches ABC-Buch. Ein Lexikon parlamentarischer Zeit- und Streitfragen. Die letzte 10. Ausgabe erschien 1903. Im Vorwort zur 8. Auflage 1898 schreibt Richter, dass dieses Buch „die einzelnen Fragen von meinem persönlichen Standpunkt aus (erörtert) (…) so kann es (…) ebensowenig (…) verpflichtende Interpretationen des freisinnigen Standpunktes (…) liefern“. Das Buch wurde durch ganzseitige Anzeigen von Banken und Versicherungen finanziert. Neben alphabetisch sortierten Stichworten, die mit jedem Jahrgang der jeweiligen politischen Situation angepasst wurden, setzte Richter auch aktuelle Schwerpunkte, so z. B. 1898 „Die deutsche Flotte“ oder 1903 „Die Zolltarifvorlage von 1902“.
Oft wird dieses Handbuch für freisinnige Politiker als originelle Idee Richters kolportiert. Die Anregung zu dieser Publikation gab aber eine ähnlich angelegte Schrift August Bebels aus dem Jahre 1873. Bebel notierte in seinen Erinnerungen eine Eisenbahnfahrt mit Richter in den 1890er Jahren. Es war die erste persönliche Aussprache, die nicht coram publico stattfand: „Darauf habe er sich entschlossen, den Gedanken, wenn auch in anderer Form, ebenfalls für seine Partei zur Durchführung zu bringen (…) Ich war in diesem Augenblick ein wenig stolz, meinem vielgerühmten politischen Gegner als Lehrmeister gegenüberzusitzen.“
1884 sagte Richter im Reichstag, es handele sich „rundheraus gesagt um die Machtfrage für die nächste Zukunft“, denn es stehe nicht nur das Sozialistengesetz auf dem Spiel. Es gehe darum, ob der Liberalismus noch eine Zukunft hat oder ob es Bismarck gelingt, im Wahlkampf „dem Liberalismus die Zukunft zu vermauern“.
Noch 1898 behauptete Eugen Richter unter dem Stichwort ‚Abkommandierung‘: „Es wird nun von sozialdemokratischer Seite fälschlich behauptet, daß 1884 eine Mehrheit gegen die Verlängerung des Sozialistengesetzes möglich gewesen wäre, wenn die bei der Abstimmung fehlenden Freisinnigen anwesend gewesen wären und gegen das Sozialistengesetz gestimmt hätten. — Auch dies ist unrichtig. Auch wenn alle 13 fehlenden Mitglieder der Freisinnigen Partei bei der Abstimmung anwesend gewesen wären und gegen die Verlängerung des Sozialistengesetzes gestimmt hätten, würde das Sozialistengesetz gleichwohl mit 183 gegen 158 + 13 = 171 Stimmen, also mit einer Mehrheit von 12 Stimmen, verlängert worden sein. Von den 13 Mitgliedern, welche unter den 100 Mitgliedern bei der Abstimmung fehlten, waren 2 abwesend als krank, 3 als beurlaubt, 4 als entschuldigt und 4 als unentschuldigt. Unter den Unentschuldigten war ein Mitglied schon seit Monaten krank und ein anderes mit einem Konservativen abgepaart.“
Ludwig Bamberger schildert in seinen Tagebüchern, dass Richter am 5. Mai 1884 während einer Beratung in einem engeren Kreis „ganz kühl einen Zettel hervor (zog) mit Wahrscheinlichkeitsrechnungen, wie viel Stimmen unsere Fraktion liefern müßte, damit das Gesetz angenommen werde“. Da sich die Zentrumspartei ähnlich wie die Freisinnigen verhielt, stimmten 26 Freisinnige für das Gesetz, 13 waren abkommandiert. Insgesamt wurde das Gesetz mit 189 zu 157 Stimmen verabschiedet.
Ein Jahr später, nach der oben erwähnten Verlängerung des Ausnahmegesetzes gegen die Sozialdemokratie, wurde z. B. diese Meldung in Lokalzeitungen verbreitet. „Bekanntlich wurde bald nach der Abstimmung über das Gesetz betreffs der Verlängerung der Gültigkeitsdauer des Socialistengesetzes im vorigen Mai bekannt, daß die Freisinnigen, obwohl Gegner des Gesetzes, aus Furcht davor, daß eine Ablehnung desselben ihnen Schaden zufügen könne, einige der ihrigen ‚abcommandirt‘ hatten, um die Ablehnung zu verhindern. Bald nach den Wahlen wurde diese Sache von Neuem in einer Berliner Parteiversammlung zur Sprache gebracht, indeß von den Führern der ‚Freisinnigen‘ in Abrede gestellt. Neulich kam bei Berathung des Rechenschaftsberichts über die Ausführung des Socialistengesetzes die Sache im Reichstage wieder zur Sprache, und hier nahm nun Herr Eugen Richter Gelegenheit zu erklären, daß weder der Herr Abg. Kämpffer (der als Zeuge hierfür angeführt worden war) noch ein anderes Mitglied der freisinnigen Partei im Auftrage des Parteivorstandes eine Aufforderung erhalten hat, hier nicht zu erscheinen. Nun kommt aber der frühere freisinnige Abg. Kämpffer mit der Enthüllung, daß der Abg. Günther-Berlin und noch 10 oder 12 andere Collegen gleichlautende, ‚i. A.: Dr. Hermes‘ unterzeichnete Briefe erhalten hätten, des Inhalts, ‚daß ihre Anwesenheit bei der Abstimmung über das Socialistengesetz nicht nöthig sei‘, und daß Herr Dr. O. Hermes, von Kämpffer befragt, in wessen Auftrage er diese Briefe geschrieben, geantwortet habe: ‚Nun, in Eugen’s Namen‘. Nun hat aber, wie oben bemerkt, Eugen Richter geleugnet, daß solche Briefe im Auftrage des Parteivorstandes geschrieben wären. Daraus folgt entweder, daß Herr Eugen Richter die Unwahrheit gesagt hat, oder daß er, je nach Bedarf, in zwei Rollen auftritt, bald als Parteivorstand, bald als Privatmann, und daß er sich der Tarnkappe als Privatmann bedient, wenn er als Parteivorstand zur Rechenschaft gezogen wird. Das ist recht bequem.“

## Im Reichstag und im preußischen Abgeordnetenhaus

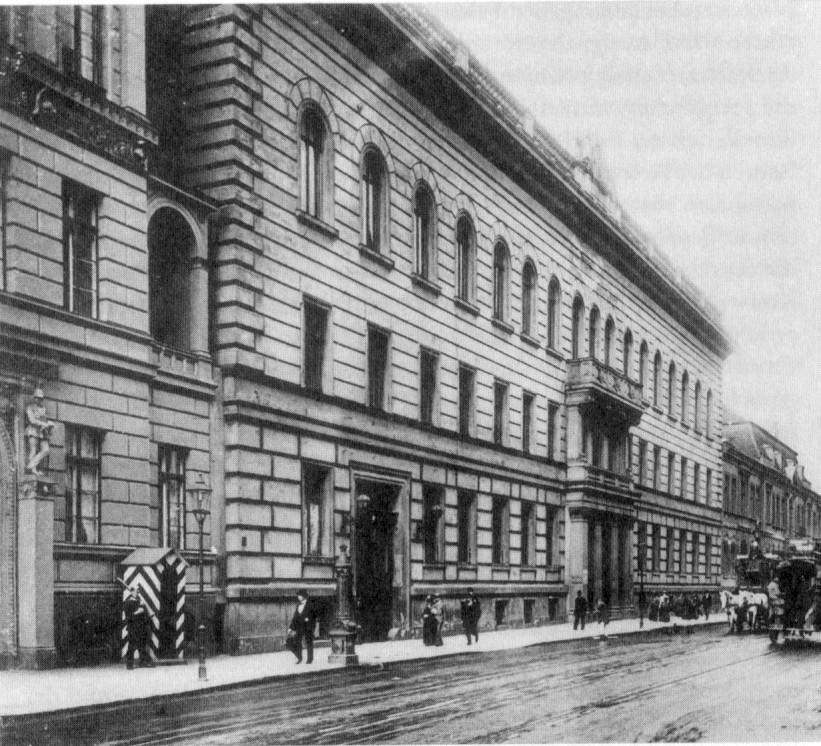
Der „alte Reichstag“ (Leipziger Str. 4), in dem Richter von 1871 bis 1884 wirkte

Eugen Richter als junger Abgeordneter

Richter gehörte 1869 bis 1906 dem preußischen Abgeordnetenhaus an, zu dem mit dem Dreiklassenwahlrecht gewählt wurde. Im Februar 1867 wurde er in den Reichstag des Norddeutschen Bundes für Nordhausen und 1871 in den Reichstag des Kaiserreiches für den Reichstagswahlkreis Fürstentum Schwarzburg-Rudolstadt gewählt. Von 1874 bis 1906 vertrat er den Wahlkreis Arnsberg 4 (Hagen-Schwelm). Bei der Wahl zum ordentlichen Reichstag im August 1867 fiel er allerdings im Wahlkreis Solingen in der Stichwahl gegen Georg von Bunsen durch.
Seine verschiedenen Parteizugehörigkeiten spiegeln die Geschichte des deutschen Liberalismus im 19. Jahrhundert wider. Richter trat 1867 der Fortschrittspartei bei. Im März 1884 vereinigte sich die Fortschrittspartei mit der Liberalen Vereinigung zur Deutschen Freisinnigen Partei unter Führung von Franz August Schenk Freiherr von Stauffenberg (1884–1893), der jene Kräfte in der Partei repräsentierte, die sich vom Kronprinzen Friedrich, dem späteren „99-Tage-Kaiser“ Friedrich III., eine liberale Politik nach Bismarck versprach. Nach dem Auseinanderbrechen der Deutschen Freisinnigen Partei 1893 wurde Richter Führer der neu gebildeten Freisinnigen Volkspartei, die die Tradition der Fortschrittspartei fortführte, jedoch nicht mehr an deren alte Erfolge anknüpfen konnte und schließlich 1910 in der Fortschrittlichen Volkspartei aufging.
Anfangs spielte Richter in seiner Partei und seiner Fraktion keine besondere Rolle. Leopold von Hoverbeck, Wilhelm Loewe-Calbe, Franz Duncker, Rudolf Virchow und Albert Hänel waren die führenden Repräsentanten der Partei. Erste Meriten verdiente sich Richter, als er 1867 als Generalbevollmächtigter im Regierungsbezirk Düsseldorf den Wahlkampf mit einer bis dahin unbekannten Planmäßigkeit und Rücksichtslosigkeit führte. Zudem fiel er im gleichen Jahr auf, weil er die Verfassung des Norddeutschen Bundes ablehnte. Nach Hoverbecks Tod im August 1875 konkurrierte Richter zunächst mit Saucken-Tarputschen, Hänel und Duncker um die Führung der Partei. Als einziger Berufspolitiker konnte er sich schließlich gegen seine Konkurrenten durchsetzen und wurde Fraktionsführer der Fortschrittlichen im Reichstag. Seit Januar 1884 begann Richter geheime Verhandlungen mit den Sezessionisten der Nationalliberalen Partei und wurde im März 1884 zum „Vorsitzenden des geschäftsführenden Ausschusses“ der Deutschen Freisinnigen Partei gewählt. Als Richter im Mai 1893, wegen der Heeresvorlage Caprivis, seine Partei spaltete, wurde er Vorsitzender der neuen Freisinnigen Volkspartei.

### Abgeordneter der Fortschrittspartei (1867–1884)

#### Wahlergebnisse und Ausschüsse

Von links nach rechts: die Führer der Fortschrittspartei: Ludwig Loewe, Rudolf Virchow, Albert Haenel, Albert Traeger, Eugen Richter um 1881

- Für die I. Legislaturperiode (Februar–August 1867) des Reichstages wurde er im Wahlkreis Nordhausen gewählt. Bei der Reichstagswahl Februar 1867 war einer von 297 Abgeordneten. Die Fortschrittspartei hatte 29 Abgeordnete, d. h. 6,4 Prozent der Sitze.
- Wahl zum preußischen Abgeordnetenhaus 16. Januar 1870. Von 432 Mitglieder 49 Sitze, das sind 11,34 Prozent. Richter wurde im Wahlkreis Hagen gewählt.
- Für die III. Legislaturperiode (März 1871 bis Januar 1874) des Reichstages wurde er im Wahlkreis Schwarzburg – Rudolstadt mit 50,47 Prozent im ersten Wahlgang nach dem absoluten Mehrheitswahlrecht gewählt, allerdings nur mit „21 Stimmen“ Vorsprung. Bei der Reichstagswahl 1871 war einer von 382 Abgeordneten. Die Fortschrittspartei hatte 45 Abgeordnete, d. h. 11,84 Prozent der Sitze. Richter gehörte folgenden Ausschüssen an: Budgetkommission; Bundeshaushalt; Matrikularbeiträge und sprach zu folgenden Themen: Matrikularbeiträge für 1869 und Staatshaushalts-Etat für 1871
- Wahl zum preußischen Abgeordnetenhaus 4. Januar 1873. Von 432 Mitglieder 68 Sitze, das sind 15,74 Prozent. Richter wurde im Wahlkreis Hagen gewählt.
- Für die IV. Legislaturperiode (Januar 1874 bis Januar 1877) des Reichstages wurde er im Wahlkreis Hagen mit 53,82 Prozent im ersten Wahlgang gewählt. Bei der Reichstagswahl 1874 war einer von 397 Abgeordneten. Die Fortschrittspartei hatte 49 Abgeordnete, d. h. 12,3 Prozent der Sitze. Richter gehörte folgenden Ausschüssen an: allgemeine Rechnungen; Einnahmen und Ausgaben und sprach zum: Reichs-Militärgesetz und zum Reichshaushalts-Etat.
- Wahl zum preußischen Abgeordnetenhaus 27. Oktober 1876. Von 433 Mitglieder 63 Sitze, das sind 14,55 Prozent. Richter wurde im Wahlkreis Hagen gewählt.
- Für die V. Legislaturperiode (Januar 1877 bis Juli 1878) des Reichstages wurde er im Wahlkreis Hagen mit 37,7 Prozent im ersten Wahlgang und mit 53,3 Prozent in der Stichwahl gewählt. Bei der Reichstagswahl 1877 war einer von 397 Abgeordneten. Die Fortschrittspartei hatte 35 Abgeordnete, d. h. 8,8 Prozent der Sitze. Richter gehörte folgenden Ausschüssen an: Reichshaushalts-Etat.
- 1876 bis 1877 war Richter auch Mitglied der Stadtverordnetenversammlung in Berlin.
- Für die VI. Legislaturperiode (Juli 1878 bis Oktober 1881) des Reichstages wurde er im Wahlkreis Hagen mit 42,04 Prozent im ersten Wahlgang und mit 53,3 Prozent in der Stichwahl gewählt.[102] Bei der Reichstagswahl 1878 war er einer von 397 Abgeordneten. Die Fortschrittspartei hatte 26 Abgeordnete, d. h. 6,5 Prozent der Sitze. Richter gehörte folgenden Ausschüssen an: Reichshaushalts-Etat.
- Wahl zum preußischen Abgeordnetenhaus 7. Oktober 1879. Von 433 Mitglieder 38 Sitze, das sind 8,78 Prozent. Richter wurde im Wahlkreis Berlin IV gewählt.
- Für die VII. Legislaturperiode (Oktober 1881 bis Oktober 1884) des Reichstages wurde er im Wahlkreis Hagen mit 60,34 Prozent im ersten Wahlgang gewählt.[103] Bei der Reichstagswahl 1881 war einer von 397 Abgeordneten. Die Fortschrittspartei hatte 60 Abgeordnete, d. h. 15,1 Prozent der Sitze. Richter gehörte folgenden Ausschüssen an: Reichshaushalts-Etat und der Budgetkommission sowie der Kommission für das Militärpensionsgesetz. Am 5. März 1884 wurde die Deutsche Freisinnige Partei gegründet, der sich Eugen Richter anschloss.
- Wahl zum preußischen Abgeordnetenhaus 26. Oktober 1882. Von 433 Mitglieder 38 Sitze, das sind 8,78 Prozent. Richter wurde im Wahlkreis Hagen gewählt.

#### Politiker der Fortschrittspartei

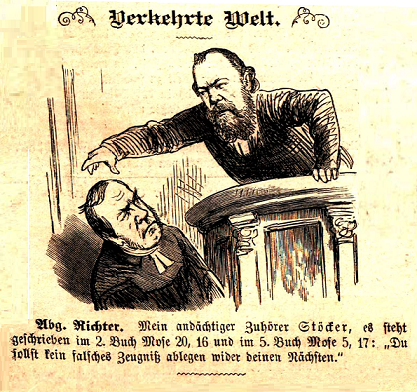
Verkehrte Welt. Eugen Richter kanzelt den Hofprediger Adolph Stöcker ab: „Du sollst kein falsches Zeugnis ablegen wider Deinen Nächsten“. Aus: Berliner Wespen, 8. Juni 1881.

Wie die meisten seiner Landsleute und Parlamentarier, eine Ausnahme bildeten August Bebel und Wilhelm Liebknecht, war Richter ein glühender Patriot während des Deutsch-Französischen Krieges. Schon kurz nach Beginn des Krieges 1870 organisierte Virchow den ersten „Sanitätszug“ (September 1870) nach Frankreich, und Richter nahm als „Materialverwalter“ daran teil.
Neben dem Sozialistengesetz und seinen Verlängerungen initiierte Bismarck seit 1878/79 seine Schutzzollpolitik. Es ging dabei um Korn- und Eisenzölle. Richter forderte Bismarck auf, die „Nachteile der Steuerbelastungen“ zu bedenken. Und: „Wir rufen das Klasseninteresse nicht auf, sondern der Herr Reichskanzler hat es getan. Das ist viel gefährlicher als die sozialistische Agitation auf der anderen Seite“.
Mit der Veröffentlichung des Artikels „Unsere Aussichten“ (1879) durch Heinrich von Treitschke in den Preußischen Jahrbüchern und den Reden des Hofpredigers Adolph Stöcker, der einen deutsch-christlichen Gottesstaat als Ständestaat mit seiner Christlich-Sozialen Arbeiterpartei zu etablieren suchte, erfuhr der Antisemitismus einen Aufschwung. Der Antisemitismusstreit (1879–1881) bereitete den Boden mit einer heftigen antisemitischen Kampagne. Richter sagte am 22. Oktober 1880 im preußischen Landtag: „Nein, meine Herren, die Juden schlägt man und die Liberalen meint man“. Und fuhr dann fort: „Meine Herren, ich bin bekannt als einer, der die sozialdemokratische Bewegung von Anfang an und in allen Stadien aufs heftigste und entschiedenste bekämpft hat; das muß ich aber sagen: in meinen Augen ist jene christlich-soziale Bewegung viel verderblicher, viel gefährlicher als die sozialdemokratische“. Der Historiker Klaus-Dieter Weber hebt Richters Haltung in dieser Frage hervor, indem er ihn zitiert: „Das ist gerade das besonders Perfide an der ganzen Bewegung, daß während die Socialisten sich bloß kehren die wirthschaftlich Besitzenden, hier Racenhaß genährt wird, also so etwas, was der einzelne nicht ändern kann und was nur damit beendigt werden kann, daß er entweder todtgeschlagen oder über die Grenze geschafft wird.“

### Abgeordneter der Deutschen Freisinnigen Partei (1884–1893)

#### Wahlergebnisse und Ausschüsse

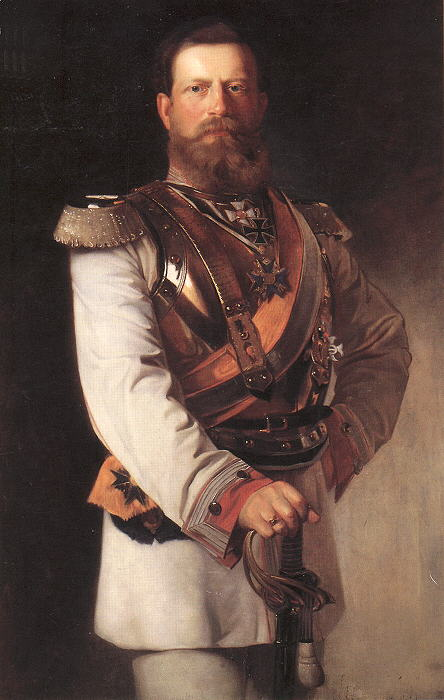
Friedrich III. – weil er 1884 als erster ein Glückwunschtelegramm schickte, wurde die Deutsche Freisinnige Partei „Kronprinzenpartei“ genannt.

- Für die VIII. Legislaturperiode (Oktober 1884 bis Februar 1887) des Reichstages wurde er im Wahlkreis Hagen mit 52,21 Prozent im ersten Wahlgang gewählt.[103] Bei der Reichstagswahl 1884 war er einer von 397 Abgeordneten. Die Deutsche Freisinnige Partei hatte 67 Abgeordnete, d. h. 16,9 Prozent der Sitze. Richter gehörte folgenden Ausschüssen an: Friedenspräsenzstärke, Postdampfschiffsverbindungen und Branntweinmonopol.
- Wahl zum preußischen Abgeordnetenhaus 5. November 1885. Von 433 Mitglieder 40 Sitze, das sind 9,24 Prozent. Richter wurde im Wahlkreis Hagen gewählt.
- Für die IX. Legislaturperiode (Februar 1887 bis Februar 1890) des Reichstages wurde er im Wahlkreis Hagen mit 51,55 Prozent im ersten Wahlgang gewählt. Bei der Reichstagswahl 1887 war er einer von 397 Abgeordneten. Die Deutsche Freisinnige Partei hatte 32 Abgeordnete, d. h. 8,1 Prozent der Sitze. Richter gehörte folgenden Ausschüssen an: Reichshaushalts-Etat, Wehrpflicht und Zolltarifgesetze.
- Wahl zum preußischen Abgeordnetenhaus 6. November 1888. Von 433 Mitglieder 29 Sitze, das sind 6,7 Prozent. Richter wurde im Wahlkreis Hagen gewählt.
- Für die X. Legislaturperiode (Februar 1890 bis Juni 1893) des Reichstages wurde er im Wahlkreis Hagen mit 56,08 Prozent im ersten Wahlgang gewählt. Bei der Reichstagswahl 1890 war einer von 397 Abgeordneten. Die Deutsche Freisinnigen Partei hatte 68 Abgeordnete, d. h. 16,6 Prozent der Sitze. Richter gehörte folgenden Ausschüssen an: Denkmal, Friedenspräsenzstärke, Reichshaushalts-Etat und Zuckersteuer. Im Mai 1893 spaltete sich die Deutsche Freisinnige Partei und Richter wurde Vorsitzender der Fortschrittlichen Volkspartei.

#### Politiker der Deutschen Freisinnigen Partei

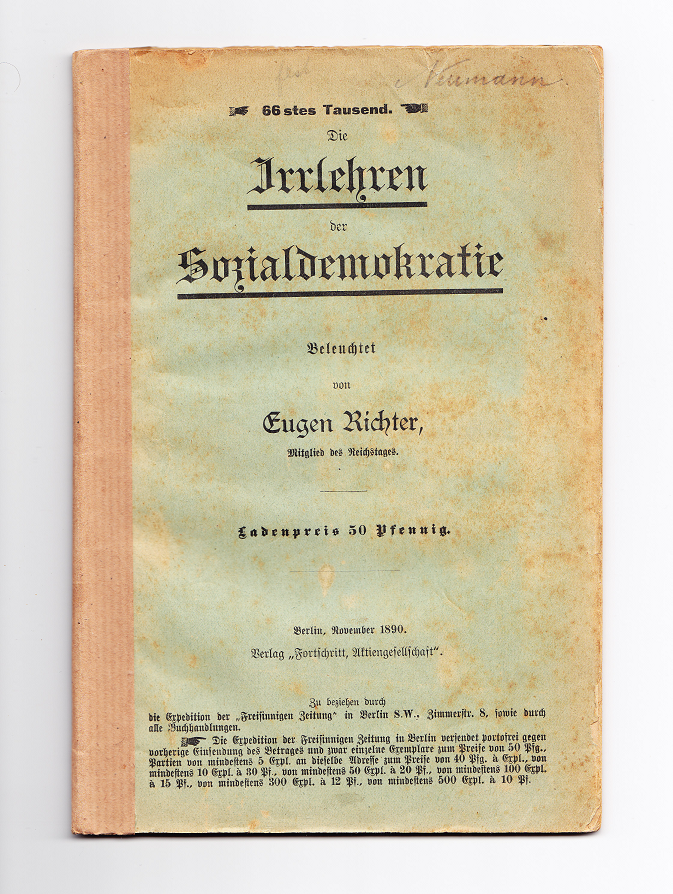
Titelblatt der Irrlehren der Sozialdemokratie beleuchtet von Eugen Richter. 66. Tausend, November 1890.

Eugen Richter zw. 1900 und 1905 (Postkarte)

Eugen-Richter-Turm in Hagen i. W., Fotografie 1911

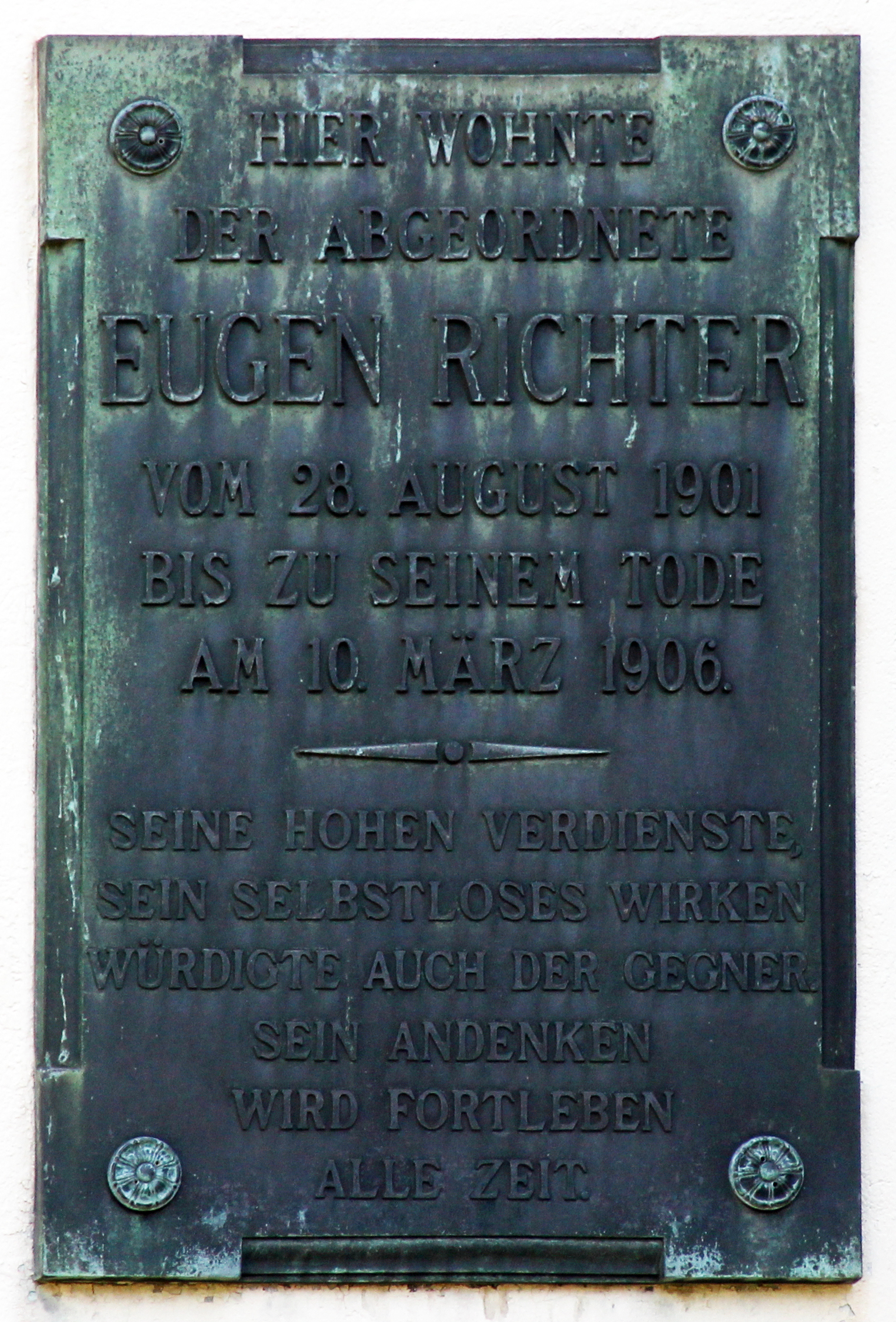
Gedenktafel am Haus, Kadettenweg 35, in Berlin-Lichterfelde

Neben dem Sozialistengesetz, mit dem Bismarck die Sozialdemokratie niederringen wollte, entwickelte er seinen ‚Staatssozialismus‘. Der wichtigste Punkt war dabei das Unfallversicherungsgesetz. Richter kritisierte das Gesetz als „undemokratisch“ und „sozialautokratisch“. Richter sah in diese Versicherung als eine „zwangsweise“ an, die seinen liberalen Vorstellungen widersprach.
Richter stimmte 1885 gegen die Dampfersubventionen, „teils aus finanziellen Gründen“.
Bei der Branntweinsteuer bemängelte Richter, dass es „eine ganze Kette von Maßnahmen der Gesetzgebung (gibt), welche alle darauf berechnet sind, einer bestimmten Klasse von Brennereien Vorteile zuzuwenden.“
Zur Verlängerung der Wahlperiode von drei auf fünf Jahre sagte Richter, „durch die Verlängerung der Wahlperiode lockert sich der Zusammenhang der Wähler und Gewählten und schwächt den Rückhalt der Vertreter im Volk“.
Als Bismarck 1890 entlassen wurde, schrieb Richter in seiner Freisinnigen Zeitung: „Daß bei den letzten Wahlen die deutsche Bevölkerung sich zu einem Fünftel zu einer republikanischen Partei bekannt hat, ist in der Hauptsache die Frucht des Bismarckschen Regierungssystems, welches nur zu sehr geeignet war, die Sozialdemokratie bald mittels dargereichten Zuckerbrotes, bald mittels der angewandten Peitsche künstlich großzuziehen“. Dabei übersah er, dass die schnelle Entwicklung der Gesellschaft und Industrie selbst die Arbeiterbewegung im Deutschen Reich und in Europa hervorgebracht hatte. Richter hielt sofort nach dem Fall des Sozialistengesetzes in seinem Wahlkreis Hagen eine Rede und veröffentlichte seine Schrift Die Irrlehren der Sozialdemokratie.
1893 kam es zu Streit über die neue Militärvorlage Caprivis. Es ging um die Herabsetzung des Wehrdienstes von drei auf zwei Jahre. Das lehnte Eugen Richter ab. Dabei zerbrach die Partei und wurde gespalten in die ‚Freisinnige Vereinigung‘, bestehend aus den Mitgliedern, die der Regierungsvorlage zugestimmt hatten, und die ‚Freisinnige Volkspartei‘. Der Kladderadatsch kommentierte die Auflösung der Deutschen Freisinnigen Partei so: „‚Diesmal muß es ganz fein gedrechselt sein!‘ sagte Eugen – da sprengte er kurz vor der Reichstagsauflösung noch die deutschfreisinnige Partei auseinander.“

### Abgeordneter der Freisinnigen Volkspartei (1893–1906)

#### Wahlergebnisse und Ausschüsse
- Für die XI. Legislaturperiode (Juni 1893 bis Juni 1898) des Reichstages wurde er im Wahlkreis Hagen mit 38,9 Prozent im ersten Wahlgang und mit 59,82 Prozent in der Stichwahl im zweiten Wahlgang gewählt. Bei der Reichstagswahl 1893 war er einer von 397 Abgeordneten. Die Fortschrittliche Volkspartei hatte 24 Abgeordnete, d. h. 6,0 Prozent der Sitze. Richter gehörte folgenden Ausschüssen an: Reichshaushalts-Etat, Reichsstempelabgaben, Tabaksteuer und Zuckersteuer.
- Wahl zum preußischen Abgeordnetenhaus 7. November 1893. Von 433 Mitglieder 14 Sitze, das sind 3,23 Prozent. Richter wurde im Wahlkreis Berlin II gewählt.
- Für die XII. Legislaturperiode (Juni 1898 bis Juni 1903) des Reichstages wurde er im Wahlkreis Hagen mit 33,8 Prozent im ersten Wahlgang und mit 63,78 Prozent in der Stichwahl im zweiten Wahlgang gewählt. Bei der Reichstagswahl 1898 war einer von 397 Abgeordneten. Die Fortschrittliche Volkspartei hatte 29 Abgeordnete, d. h. 7,3 Prozent der Sitze. Richter gehörte folgenden Ausschüssen an: Reichshaushalts-Etat.
- Wahl zum preußischen Abgeordnetenhaus 3. November 1898. Von 433 Mitglieder 26 Sitze, das sind 6,00 Prozent. Richter wurde im Wahlkreis Hagen gewählt.
- Für die XIII. Legislaturperiode (Juni 1903 bis Juni 1906) des Reichstages wurde er im Wahlkreis Hagen mit 29,7 Prozent im ersten Wahlgang und mit 58,29 Prozent in der Stichwahl im zweiten Wahlgang gewählt. Bei der Reichstagswahl 1903 war er einer von 397 Abgeordneten. Die Fortschrittliche Volkspartei hatte 21 Abgeordnete, d. h. 5,2 Prozent der Sitze. Richter gehörte folgenden Ausschüssen an: Rechnungskommission.
- Wahl zum preußischen Abgeordnetenhaus 20. Januar 1903. Von 433 Mitglieder 24 Sitze, das sind 5,54 Prozent. Richter wurde im Wahlkreis Hagen gewählt.

#### Führer der Freisinnigen Volkspartei
Auch nach dem Abgang Bismarcks 1890 setzte Richter seinen persönlichen Kampf gegen Bismarck fort. Anlässlich des achtzigsten Geburtstages Bismarcks lehnten die Reichstagsparteien (163 gegen 146 Stimmen) am 23. März 1895 einen Antrag ab, den alten Reichskanzler zu ehren. Im preußischen Abgeordnetenhaus wurde aber dieser Antrag angenommen.
Nach längeren Diskussionen im Reichstag wurde ein „Margarinegesetz“ verabschiedet. Richter kommentierte dieses Gesetz sehr ausführlich in seinem ABC-Buch – immerhin auf gut vier Seiten – und kam zu dem Schluss: „Aber sei dem, wie ihm wolle, um der Butterproduzenten willen, darf den minderwohlhabenden Volksklassen nicht ein billigeres und dabei gesundes Ernährungsmittel vorenthalten werden“.
Die sogenannte Umsturzvorlage 1894/95, das „kleine Sozialistengesetz“, lehnte er ab.
1897 kam Eugen Richter zu dem Schluss: „Das einzig Richtige wäre eine schrittweise Aufhebung des ganzen Gesetzes über Alters- und Invaliditätsversicherung“.
Wegen der Ermordung zweier Missionare wurde Kiautschou 1897 besetzt. Anlässlich einer Debatte im Reichstag am 31. Januar 1899 vollzog Eugen Richter eine Wende in der bisherigen Haltung seiner Partei zur Kolonialfrage. „Meine Herren, ich urtheile über Kiautschou nicht so ungünstig wie über Kolonialpolitik in Afrika. (…) was hätten wir überhaupt für ein Interesse die Chinesen zu beherrschen? Wir wollen an ihnen nur Geld verdienen, weiter gar nichts. Nur die wirthschaftlichen Interessen kommen ihnen gegenüber in Frage.“ Als Wilhelm II. in seiner bekannten „Hunnenrede“ am 27. Juli 1900 ausführte: „Wie vor tausend Jahren die Hunnen unter ihrem König Etzel sich einen Namen gemacht, der sie noch jetzt in der Überlieferung gewaltig erscheinen läßt, so möge der Name Deutschland in China in einer solchen Weise bestätigt werden, daß niemals wieder ein Chinese es wagt, etwa einen Deutschen auch nur scheel anzusehen“, wandte sich Richter gegen diese Politik. „Die Anerkennung der Nothwendigkeit einer militärischen Machtentfaltung schließt noch keine Anerkennung aller Maßnahmen der Chinapolitik in sich. (…) Was nun die Ankündigung, dieser Feldzug müsse ein Feldzug der Rache sein, betrifft, (…) daß diese Aeußerung christlicher Anschauung nicht entspricht.“
1896 wurde eine Vergrößerung der Flotte im Reichstag noch abgelehnt. Zwei Jahre später wurde allerdings ein erstes Flottengesetz vom Reichstag gegen die Stimmen der Sozialdemokraten, der Freisinnigen Volkspartei, der nationalen Minderheiten sowie eines kleinen Teils des Zentrums angenommen. Eugen Richter schrieb eine Reihe von Broschüren, weil er eine Gefahr im Verhältnis zu England sah, die zu kriegerischen Auseinandersetzungen führen könnten.
„Der ‚Umfall‘ in den Zolltarifdebatten 1902“ wurde von Eugen Richter dadurch vollzogen, dass er als einziger seiner Partei einem Vorschlag des Abgeordneten Herold zustimmte, der nur eine ungenügende Herabsetzung der wichtigsten Getreidezölle vorschlug. Damit hatte sich Richter auch innerhalb seiner Partei isoliert und seine bisherige Position gegenüber der Erhebung von Zöllen revidiert.

## Letzte Jahre
Eugen Richter verfasste zwischen 1892 und 1896 seine Autobiografie, „Jugenderinnerungen“ und „Im alten Reichstag“ (2 Bde.), die im parteinahen und von Eugen Richter mitbegründeten Verlag „Fortschritt, Aktiengesellschaft“ erschienen.
Gegen Ende seiner politischen Laufbahn, als seine Partei und er immer mehr an Einfluss verloren hatten, fasste er seine politische Maxime in einer Rede zu Ehren Virchows so zusammen: „Es gereicht uns zur Ehre, weil wir deshalb weniger geworden sind, weil wir uns niemals eingelassen haben auf Kompromisse.“
In seinen letzten Lebensjahren stand er im Briefwechsel mit seinem Nachfolger in der Freisinnigen Volkspartei Hermann Müller-Sagan (1899–1904). Schließlich verheiratete sich der 63-jährige Richter 1901 mit der Witwe seines verstorbenen Kollegen Ludolf Parisius. 1903 erkrankte Richter an Rheuma und an einem Augenleiden, so dass er (1904/1905) sein Mandat aufgeben musste. Er starb am 10. März 1906 in Groß-Lichterfelde-West, Sternstraße 62.
Eugen Richter wurde am 13. März auf dem Luisenstädtischen Friedhof in Kreuzberg beigesetzt. Eine Porträtbüste Richters vom Bildhauer Ernst Wenck ist auf dem Grab aufgestellt. Am 13. Oktober 1983 wurde er exhumiert, und seine sterblichen Überreste wurden nach Hagen überführt, wo sie dann auf dem Delsterner Friedhof beigesetzt wurden. Er erhielt ein Ehrengrab, das von der Stadt Hagen gepflegt wird.

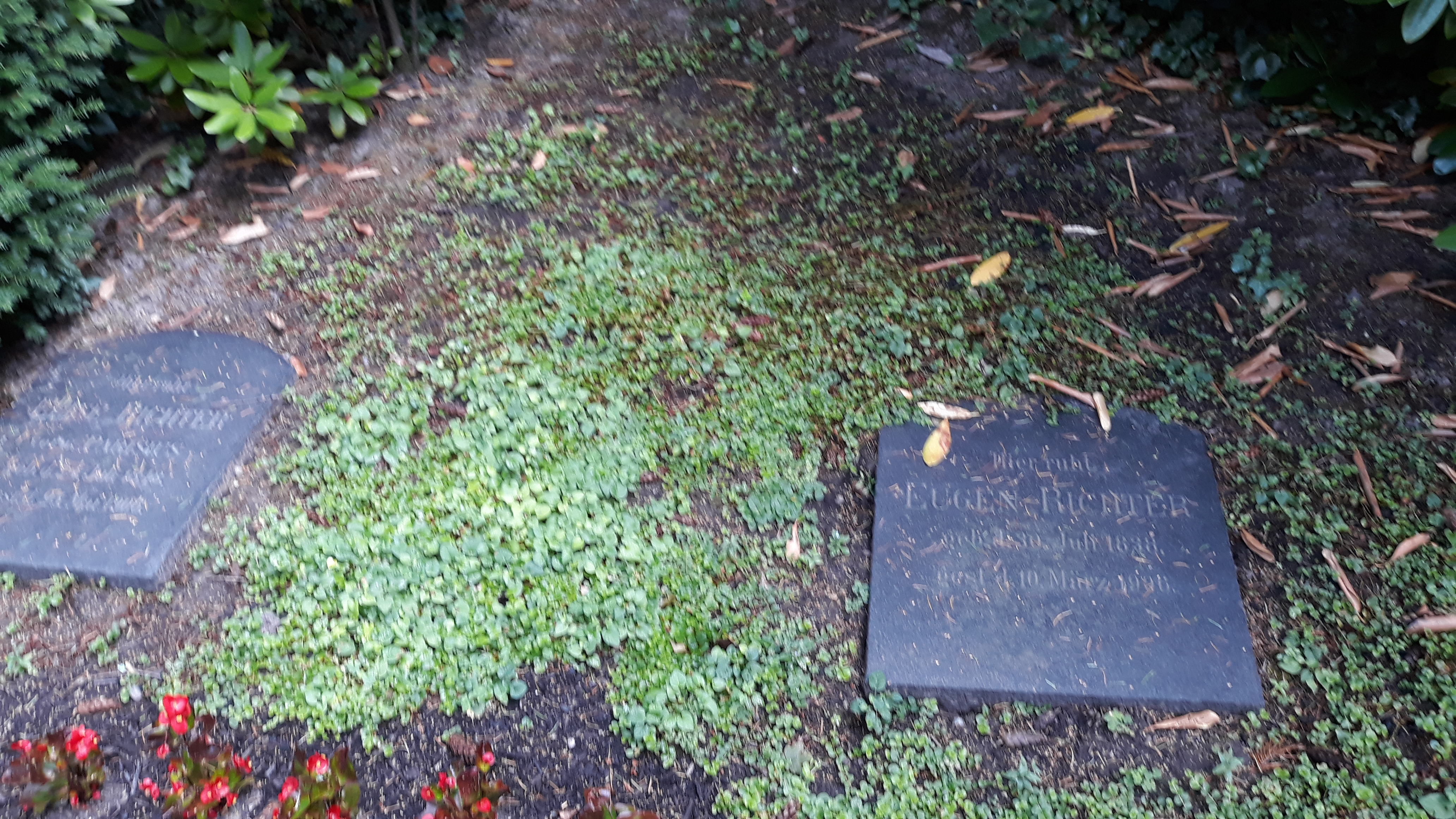
Die Grabsteine von Eugen Richter und seiner Ehefrau Elise verwitwete Parisius auf dem Friedhof Delstern in Hagen.

Sein Tod löste ein unterschiedliches Echo in der zeitgenössischen Presse aus, von linksliberaler Seite in der Deutschen Presse, vom Mitglied der Freisinnigen Vereinigung Friedrich Naumann, von jüdischer Seite durch Adolf Friedemann, durch den liberalen Publizisten und Bismarckverehrer Maximilian Harden und natürlich auch durch den Sozialdemokraten Franz Mehring.

## Ehrungen
Olaf Gulbransson veröffentlichte in der Reihe „Galerie berühmter Zeitgenossen IX.“ eine Porträtkarikatur Eugen Richters im Simplicissimus.
Der Stadtverordnete Max Loesenbeck hielt am 9. Juni 1911 eine Ansprache zur Grundsteinlegung des Turmes, die anlässlich der 50-Jahr-Feier der Gründung der Fortschrittspartei vorgenommen wurde.
Zu seinen Ehren wurde in seinem ehemaligen Wahlkreis Hagen am 22. Oktober 1911, finanziert durch den „Eugen-Richter-Fonds“ (1910), ein Eugen-Richter-Turm eingeweiht.
Eine geplante Bronzestatue, die 36.000 Mark kosten sollte und die ursprünglich am Dönhoffsplatz in Berlin aufgestellt werden sollte, kam aus finanziellen Gründen schließlich doch nicht zu Stande.
Eine nach ihm benannte Eugen-Richter-Straße gibt es in Beeskow, Beichlingen, Berlin-Kaulsdorf, Bernburg, Dortmund, Düsseldorf, Erfurt, Hagen, Kassel, Karlsruhe, Kölleda, Mannheim, Oldenburg, Rietz-Neuendorf, Schönaich und in Worms.
An seinem ehemaligen Wohnhaus in Berlin-Lichterfelde, Kadettenweg 35, ist eine Gedenktafel angebracht.

## Zeitgenossen und Historiker über Richter
„Einen Volksmann von der Beredsamkeit, dem Reichthume politischen Wissens, der Energie und Rücksichtslosigkeit und der sich stets gleich bleibenden geistigen Frische, wie Eugen Richter sie besitzt, hat keine politische Partei in Deutschland und Oesterreich, vielleicht keine auf dem ganzen Continente aufzuweisen.“

„Der war der Hahn (…), der auf dem fortschrittlichen Misthaufen am lautesten schrie. Seine großen Kenntnisse verkenne ich nicht. Er war der Führer innerhalb seiner Partei, der die schwankenden Gemüter immer nach sich zog.“

„Um neun erschien dann Innstetten wieder zum Tee, meist die Zeitung in der Hand, sprach vom Fürsten, der wieder viel Ärger habe, zumal über diesen Eugen Richter, dessen Haltung und Sprache ganz unqualifizierbar seien, …“

„(…) Das Kapital muß nämlich stets ein wenig winseln, / Damit sich seine Reize anständig verzinseln. / Das übrige besorgt die Annoncen-Expedition / Eugen Richter und Arthur Levysohn. (…)“

„Für Bismarcks alten und noch immer ungestillen Sozialistenhaß lag es nahe, an das rote Gespenst als einen vortrefflichen Treiber für seine Treibjagd auf die Taschen des Volkes zu denken. Hätte er aber in dieser Beziehung noch eines Anstoßes bedurft, so liefert ihn die Fortschrittspartei, die in dieser Zeit die Spitze der bürgerlichen Sozialistenhetze übernahm. Ihre älteren und immerhin gescheiteren Führer waren gestorben, und ihr Heft hatte jetzt der brave Eugen Richter in der Hand. Es mochte bei einigem Wohlwollen als krankhafte, aber unschädliche Ausschreitung passieren, wenn dieser hervorragende Denker die Sozialdemokratie als ‚Nachgeburt des Polizeistaats‘ verflucht, oder wenn er meinte, niemand brauche das Kapital von Marx zu lesen, worin nichts bewiesen sei, als daß die kapitalistische Produktionsweise ihre Schattenseiten habe, solange die Menschen noch keine Engel seien. Allein Eugen Richter erklärt auch im Namen seiner Partei den Kampf mit den reaktionären Parteien wörtlich für eine Neben-, den Kampf mit der Sozialdemokratie aber für die Hauptsache und gab die Parole aus: Lieber Lucius, als Kapell.“

„Wenn man so dem Toten Gerechtigkeit widerfahren läßt, darf man auch nicht vergessen, daß er kein schöpferischer Kopf war. Er war wirklich groß nur in der Kritik, und er wußte das wohl selbst. Nie hat er darum ein Amt, positive Macht erstrebt. Er wuchs nur an der Größe anderer. Solange er die Klinge mit Bismarck kreuzen konnte war er ein Held. Mit dem Sturz des Riesen fiel auch er ins Bodenlose. Was er später noch leistete, war Kleinarbeit.(…). Damals begann der Antisemitismus seinen Siegeslauf. Die jüdischen Parlamentarier hätten ihm wohl entgegentreten können, die Löwe, Bamberger, Hirsch, waren keine eifrigen Juden, aber doch Männer von starkem Ehrgefühl. Richter aber paßte es keineswegs, daß seine Gefolgschaft die Rolle der Judenverteidigung übernahm, und so mußten sie schweigen. Der gutherzige und wohlwollende Rickert gründete den Abwehrverein. Richter blieb der Leitung fern. Er erinnerte sich der Juden zwar bei den Wahlen, und die stets geldbedürftige Parteileitung kargte dann nicht mit Forderungen, wohl aber mit Mandaten. Als die deutschfreisinnige sich wiederum schied, wurde das noch schlimmer. Die freisinnige Vereinigung hatte ja kaum einen sicheren Sitz zu vergeben, aber die richtersche Volkspartei war wohl in der Lage, einen zielbewußten Juden in den Landtag zu bringen. In seinem Blatte fielen gelegentlich antisemitelnde Bemerkungen wie im sozialistischen ‚Vorwärts‘, und die entsprechenden Bemühungen der jüdischen Notablen blieben erfolglos.“

„Richter hoffte, das sich der Erfolg, je rücksichtsloser der Bruch, je stärker daher der Ruck nach links sein würde, um so sicherer an seine Fahnen ketten müßte. Die Enttäuschung, die er jetzt erlebte, war wohl die schlimmste, die ihm je zuteil geworden ist; sie bedeutete im Verein mit den Landtagswahlen vom Herbst des Jahres den Bankerott des entschiedenen Liberalismus.“

„Hier kam ihm ein Einfall, oder war es eine Erinnerung, er wußte nicht. „Seine Majestät haben das erhabene Wort gesprochen: ‚Mein afrikanisches Kolonialreich für einen Haftbefehl gegen Eugen Richter!‘ Ich aber, meine Herren, liefere Seiner Majestät die nächsten Freunde Richters!““

„Wenn ihm der Präsident das Wort erteilte, versammelten sich alle Mitglieder um ihn, weil er immer vom Platz aus sprach. (…). Wenige Debattierer den Mut, ihre Kraft mit dem gefürchteten Polemiker zu messen. Kardorff und Kanitz oder Bebel und Singer nahmen nur widerwillig den Kampf mit dem Mann an, der meistens, das Lachen auf seiner Seite hatte.“

„Ludwig Erhard: Nein, gar nicht, denn mein Vater hat ja von nichts aus begonnen und hat es aus seiner Sicht sicher weit gebracht. Kaiser- und königstreu ist vielleicht auch nicht ganz der richtige Begriff, er war eigentlich mehr obrigkeitstreu; aber doch nicht in dem sklavischen Sinne, sondern er gehörte der Freisinnigen Partei an, er war ein Mann Eugen Richters, und mit diesem Geist sind wir auch schon von der Jugend auf getränkt worden. Günter Gaus: Sie haben also durchaus die Erinnerung, dass Sie bereits in Ihrem Elternhaus Kontakt zu politischen Vorstellungen gewonnen haben?“

„In dem er sich unfähig zeigte, eine klare Alternative zur Politik Bismarcks zu vertreten, und die Bestrebungen zur gesamtdeutschen Vereinigung der kleinbürgerlichen Demokraten Mitte der 70er Jahre hintertrieb, trug er zum Versagen des Linksliberalismus in Deutschland bei.“

„Das von [Richter] angestrebte Ideal einer Partei war nicht sosehr der große als vielmehr der einheitliche Verband. Die Gleichheit der Meinung, die parteiorthodoxe Gesinnung war der Maßstab, an dem im Grunde jeder gemessen wurde. (…) Nur mit einer wirklich homogenen Partei glaubte er, seine Politik machen zu können, eine Politik der entschlossen demokratischen Opposition, des unbeirrten Festhaltens an den einmal als richtig erkannten Prinzipien, der Abwehr jedes Versuchs, Kompromisse einzugehen, um Einfluß zu gewinnen; nur so könne der Liberalismus davor bewahrt werden, sich endgültig zu korrumpieren. Jede Neuorientierung der Partei hielt er für gänzlich überflüssig. Dabei wurde ihm die Partei als Mittel der Politik fast zum Selbstzweck. Wie er Personen im wesentlichen nach ihrer Eignung für die Partei beurteilte, so betrachtete er politische Fragen wesentlich unter dem Gesichtspunkt, was sich daraus, vor allem agitatorisch, für die Partei ergeben könnte, eine Haltung, die bei einer Partei ohne eigene Zukunftsperspektiven und ohne Hoffnung, die Gesamtverantwortung zu übernehmen, unverantwortlich war. Politik bedeutete ihm also primär Partei-, ja Fraktionspolitik, und zwar so, daß er über dem taktischen Gewinn den strategischen Sieg, ja den Unterschied zwischen Wichtigem und Unwichtigem aus dem Auge verlor. Bei Wahlen sah er fast nur auf den Erfolg der eigenen Partei, nicht auf die Gesamtkonstellation, etwa für den Liberalismus, und das rechtfertigt in seinen Augen auch Demagogie und Unsachlichkeit seiner Agitation.“

„Richter betrat zu einer Zeit die politische Bühne, als die große Zeit des deutschen Liberalismus bereits vorbei war. (…) Richter war ein gewandter, schlagfertiger Redner, aber seine große Begabung erschöpfte sich vornehmlich in der Kritik. Als Vertreter eines extremen Individualismus bekämpfte er alle auf Stärkung der Staatsgewalt gerichteten Bestrebungen und war ein scharfer Gegner Bismarcks. In seiner ständigen Opposition ist Richter ein typischer Ausdruck der Zeit. (…) Der Linksliberalismus Richterscher Prägung hatte sich in seiner Prinzipienhaftigkeit selbst überlebt.“

„Im Parlament war Richter von allen geachtet und gefürchtet als ausgezeichneter Kritiker des Staatshaushalts. Unbestechlich in seiner Überzeugungstreue, war er doch mehr ein scharfer Kritiker als ein aufbauender Politiker. (…) Als Richter 1906 starb, war die Entwicklung über ihn hinweggegangen.“

„So vielseitig Richter bei der Entwicklung der Parteipublizistik auch war, inhaltlich glichen seine unzähligen Artikel und Broschüren und ABC-Büchlein einer trockenen Registratur politischer Fakten, die jahrelang fast allein von ihm gestaltete ‚Freisinnige Zeitung‘ – auch in der Form – einem umgestülpten Karteikasten. Lag auch die Vermittlung von Material für den politischen Kampf in seiner Absicht, so wird (…) jedoch auch deutlich, daß das Unvermögen, politische Zusammenhänge in journalistisch ansprechender Form darzustellen, zugleich eine Begleiterscheinung der schwindenden Potenz des Linksliberalismus war.“

„Schließlich war es Richter, er jenes böse Wort formulierte, daß eine soziale Frage nicht existiere. Immerhin schränkte er es, wenn auch unentschieden in der Bewertung, dahin ein, daß die soziale Frage die Gesamtheit aller Kulturfragen sei. Damit stellte er sich in die Reihe derer, die die soziale Frage mit bürgerlichen Phrasen beantworteten. In seinen Schwächen – und darum konnte er sie nicht überwinden – wurzelten auch seine Stärken, so die vom Willen getriebene Kritik, die in allem Negativen immer dieselbe Ursache aufspürte.“

„Doch das nahm Eugen Richter in Kauf, obwohl er den Anschauungen der alten Fortschrittspartei verhaftet blieb, die schon bei ihrer Gründung nicht in die Nähe eines Radikalismus der Achtundvierziger Revolution gerückt und deshalb auch nicht als ‚demokratisch‘ bezeichnet werden wollte. Richter war ein so enger Geist, daß er neben seinem Antisozialismus nur noch zwei Prinzipien kannte: den Ausbau der konstitutionellen Monarchie, insbesondere der Rechte des Parlaments in Finanzfragen; und die Wirtschaftspolitik auf der Grundlage des Freihandels. Sein Unvermögen, neu aufkommende Fragen zu erfassen, wurde schon damals von vielen Zeitgenossen erkannt“

„Sicher ist Richter ‚gescheitert‘. Aber wenn dies als Grund zur Vernachlässigung des wichtigsten politischen Vertreters des deutschen Liberalismus angesehen wird, so ist zu fragen, welche Politiker in der neueren deutschen Geschichte vor Adenauer and Erhard eigentlich nicht letztendlich gescheitert sind? Nationalliberale wie Bennigsen und Miquel? Sozialistische Führer in der Zeit der Zweiten Internationale, wie Bebel, Kautsky und Rosa Luxemburg? Das konservative Establishment vor 1914? Der Hohepriester des Zeitgeistkultes Friedrich Naumann? Oder gar Bismarck selbst?“